# Pink Visual
Pink Visual — американская порностудия, выпускающая реалити- и гонзо-порнографию. Находится в Ван-Найсе, Калифорния, США. Начинала как провайдер интернет-порнографии, в конечном итоге перешла на выпуск DVD. Также лицензирует контент для взрослых для кабельного и спутникового телевидения, pay-per-view, каналов гостиничной сети и других лицензиатов интернет-контента. В настоящее время продвигает свой контент под слоганом «Raw. Raunchy. Real» («Грубый. Грязный. Реальный»). Контент Pink Visual в значительной степени основан на реальности, черпая вдохновение из реалити-шоу. При кинопроизводстве Pink Visual, как правило, задействуют исполнителей-любителей и снимают в стиле Pro-am, с использованием цифрового видео, в том числе формата высокой чёткости (HD).

## История
Основанная в июне 2004 года, Pink Visual выросла из ранее созданной партнёрской программы для веб-мастеров TopBucks, которая дала Pink Visual контент и маркетинговые ресурсы для выхода на рынок DVD. В настоящее время Pink Visual имеет более 300 наименований в своём портфолио. Как правило, студия выпускает от восьми до десяти новых фильмов в месяц по всей территории США, Канады, Европы и Австралии.

## iPinkVisual
В 2008 году Pink Visual запустили iPinkVisual.com и iPinkVisualPass.com, первые крупные первые крупные американские мобильные порносайты, разработанные специально для iPhone.
В июне 2009 года Pink Visual изменила мобильную совместимость сайтов, добавив в работоспособность с другими браузерами на основе WebKit, включая Palm Pre и мобильные устройства, работающие на Google Android. Мобильное порно Pink Visual имеет ограниченную совместимость с некоторыми устройствами BlackBerry. Также компания выпустила приложение MiKandi для Android.

## PinkVisualPad
В апреле 2010 года Pink Visual запустили PinkVisualPad.com, первый крупный порносайт, разработанный специально для недавно выпущенного iPad. Вскоре за ним последовал MaleSpectrumPad.com, первый гей-сайт, совместимый с iPad.

## Male Spectrum
В декабре 2008 года Pink Visual представила Male Spectrum, новую линейку домашнего гей-порно, посвящённую высококачественному реалити-гей-порно контенту. Кроме линейки DVD, Male Spectrum также запустила два мобильных гей-сайта, совместимых с iPhone и другими мультимедийными мобильными устройствами, iMaleSpectrum.com и iMaleSpectrumPass.com. Недавно Male Spectrum сделал стартовый взнос в размере 2500 долларов в кампанию по правам человека, чтобы помочь в борьбе с дискриминацией.

## PVLocker
В марте 2011 года Pink Visual запустили PVLocker.com, чтобы удовлетворить растущий потребительский спрос на контент для взрослых, который был бы недорогим и доступным с различных устройств — от мобильных телефонов до планшетов и ПК. PVLocker позволяет клиентам покупать только те сцены, которые они хотят, и получить к ним доступ навсегда из своего личного кабинета. Кроме того, PVLocker имеет функцию загрузки, где клиенты могут хранить уже приобретённый контент для взрослых из других источников и получать доступ к нему с нескольких устройств. PVLocker.com позволяет абонентам скрывать или хранить порно со своих локальных компьютеров и в облаке.
PVLocker.com также агрегирует контент для взрослых от различных XXX студий, в том числе: Private Media, Холли Рэндолл, Acid Rain, Grind House, Wasteland, Juicy Pink Box и Sssh.

## PinkVisualGames
В январе 2012 года Pink Visual объявили о запуске PinkVisualGames.com. Это трёхмерная секс-игра, позволяющая пользователям создавать собственных исполнителей и секс-сцены. PinkVisual сотрудничает с создателем игр Шоном Берной, чтобы создать индивидуальный игровой набор для пользователей PinkVisual. Эта виртуальная секс-игра чрезвычайно популярна и позволяет пользователям взаимодействовать с другими пользователями.

## Бункер Апокалипсиса
В сентябре 2011 года Pink Visual объявили, что в рамках подготовки к концу света 2012 года, предсказанному календарём майя, они строят огромный подземный бункер. Бункер будет содержать все очевидные предметы и средства первой необходимости на случай чрезвычайной ситуации, а также несколько удобств. В бункере будет несколько полностью укомплектованных баров, огромная сцена с вращающейся гидравлической платформой и современная студия по производству контента. Бункер апокалипсиса должен был быть готов к сентябрю 2012 года и были выпущены предварительные чертежи.

## Зеленая инициатива
В последние месяцы Pink Visual и Male Spectrum попали в новости, пожертвовав часть выручки в некоммерческую организацию «Деревья для будущего» (Trees for the Future) а также выпустив экологически чистую DVD-линию Plant Your Wood. Компания также работает над превращением своих веб-сайтов в углеродно-нейтральные.

## Conan the Boobarian
18 января 2010 года Конан О’Брайен сообщил, что ему, помимо прочих предложений работы после громкого ухода с ток-шоу «Сегодня вечером», предложили сняться в порно Pink Visual под названием Conan the Boobarian.

## Награды и номинации
- 2006: 7 номинаций на AVN Awards
- 2006: победа на AVN Award в категории «лучший специальный релиз — MILF» за Milf Seeker[11]
- 2007: 17 номинаций на AVN Awards, в том числе в категориях «лучшая маркетинговая кампания» и «лучшая маркетинговая кампания – онлайн»
- 2007: победа на AVN Award в категории «лучший специальный сериал — MILF» за Milf Seeker[11]
- 2008: 15 номинаций на AVN Awards
- 2008: победа на AVN Award в категории «лучший сольный релиз» за Extreme Holly Goes Solo[12]
- победы два года подряд в категории «лучший специальный сериал — MILF» за Milf Seeker
- 2009: 20 номинаций на AVN Awards
- 2010: 16 номинаций на AVN Awards[13]
- 2011: 18 номинаций на AVN Awards, в том числе в категориях Best Membership Site за PinkVisualPass.com и Best Membership Site Network за PinkVisual.com[14]
- 2011: победа на Future Mobile Award for Mobile Adult from Juniper Research
- 2012: 7 номинаций на AVN Awards, в том числе в категориях «лучшая партнерская программа» за TopBucks Mobile и «лучший веб-сайт студии» за pinkvisual.com[15]
- 2013: номинации на XBIZ Award — All-Sex Release of the Year за It's Her Fantasy, 'Vignette Series of the Year' за Wife Switch, «лесбийский сериал года» за Her First Lesbian Sex[16]